# Mario Testino

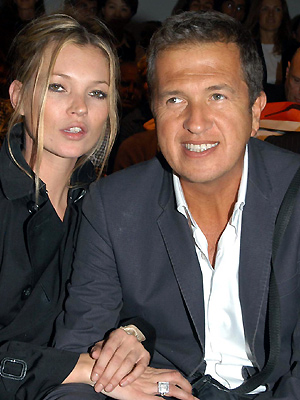
Mario Testino (mit Kate Moss), 2007

Mario Testino (* 30. Oktober 1954 in Lima, Peru) ist ein peruanischer Porträt- und Modefotograf, der in London lebt. Laut ZEIT ist er der „wohl bekannteste Modefotograf der Welt.“

## Leben
Mario Testino arbeitet vor allem für bedeutende Modemagazine wie Vogue oder Vanity Fair. Weiterhin hat er schon für fast alle großen Modelabels Kampagnen fotografiert. Dazu gehört beispielsweise das Label Versace. Hier war Testino u. a. 1994 für eine Kampagne mit der Popsängerin Madonna verantwortlich. Eine weitere bekannte Fotostrecke von Testino wurde im Jahr 1997 von dem Magazin Vanity Fair veröffentlicht. Es handelte sich dabei um eine Coverstory über Prinzessin Diana. Die Aufnahmen wurden später auch – in Zusammenhang mit einer im November 2005 eröffneten Ausstellung im Kensington Palace – als Buch veröffentlicht.
Campari verpflichtete Mario Testino, für den Firmenkalender 2009 den Hollywood-Star Jessica Alba in 12 verschiedenen Motiven abzulichten. Für Testino ist es bereits die zweite Arbeit für Campari: 2007 stand Salma Hayek als Kalendermotiv für den Fotografen vor der Linse.
2012 eröffnete Testino in seiner Heimatstadt Lima die gemeinnützige Kulturorganisation Mate, die Werke peruanischer Künstler fördert. Ein Jahr zuvor wurde er durch die Royal Photographic Society mit einer Ehrenmitgliedschaft ausgezeichnet. Bei seiner strategischen und kreativen Arbeit an Kampagnen wie Büchern wird Testino von seiner eigenen Agentur Higher + Higher unterstützt.
Im September 2017 wird im Londoner Auktionshaus Sotheby’s ein Großteil der Sammlung des Fotografen versteigert. Der Erlös soll dem Mate-Museum in Lima zur Verfügung stehen.
Im Rahmen von #MeToo wurden im Januar 2018 in der New York Times Belästigungsvorwürfe gegen Testino erhoben, die Condé Nast, Burberry und Michael Kors zum Aussetzen der Zusammenarbeit veranlassten. Testino bestreitet die Vorwürfe.

## Ausstellungen
- 2014: Works from the Mario Testino Collection. Pinacoteca Giovanni e Marella Agnelli, Lingotto, Turin.
- 2014: Extremes. Galerie Yvon Lambert, Paris.
- 2015: In Your Face. Ausstellungshallen am Kulturforum, Berlin.[13]
- 2017: Undressed. Museum für Fotografie, Berlin.[14][15]